# Daqu
Daqu (kinesiska: 大渠, 大渠街道) är en socken i Kina. Den ligger i provinsen Shanxi, i den norra delen av landet, omkring 350 kilometer sydväst om provinshuvudstaden Taiyuan. Antalet invånare är 14 149. Befolkningen består av 6 939 kvinnor och 7 210 män. Barn under 15 år utgör 16,0 %, vuxna 15-64 år 75 %, och äldre över 65 år 7,0 %.
Genomsnittlig årsnederbörd är 679 millimeter. Den regnigaste månaden är juli, med i genomsnitt 160 mm nederbörd, och den torraste är december, med 2 mm nederbörd.